# Rambleu

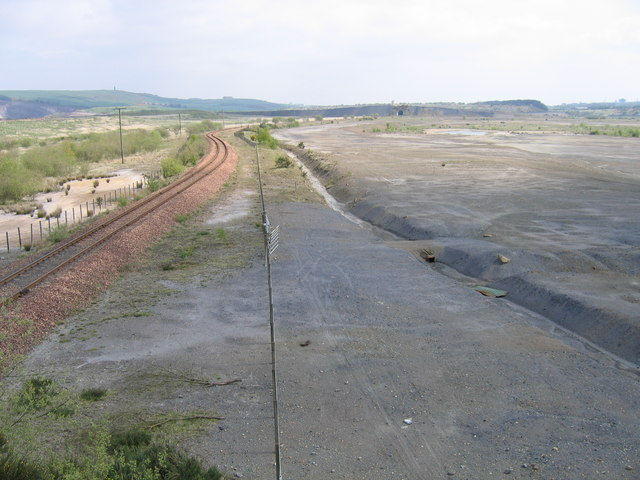
Rambleul unei căi ferate

Rambleul este o lucrare de terasamente de formă prismatică, executată deasupra terenului pentru construirea unui dig, baraj, căi de comunicație sau canal. Pentru trecerea peste diguri, canale etc. se utilizează rampe de acces, construite în rambleu.

## Legături externe
- „Rambleu” la DEX online

## Vezi și
- Debleu